# Anthony Holland (Jazzmusiker)
Anthony Holland ist ein US-amerikanischer Jazz-Musiker (Saxophone, Klarinette, auch Gesang).

## Leben und Wirken
Holland arbeitete Ende der 1970er-Jahre mit Leroy Jenkins, Anfang der 1980er-Jahre mit Spencer Barefield und Tani Tabal, die im Trio auf dem Festival Konfrontationen in Nickelsdorf auftraten. Fener war er Mitglied der Formation Griot Galaxy, die von Faruq Z. Bey geleitet wurde. Im Bereich des Jazz war er zwischen 1981 und 2000 an zehn Aufnahmesessions beteiligt. 2000 nahm er noch mit Talismah Bey und Marcus Belgrave auf (Live! Ragtime Lagacy).

## Diskographische Hinweise
- Barefield-Holland-Tabbal Trio: Transdimensional Space Window (1982)
- Griot Galaxy: Kins (Black & White Records, 1982)
- Griot Galaxy: Live at the D.I.A. (Entropy Stereo Recordings, 1983, ed. 2003)
- Spencer Barefield, Anthony Holland & Tani Tabbal: Live at Nickelsdorf Konfrontationen (Sound Aspects, 1984)
- Griot Galaxy: Opus Krampus (Sound Aspects, 1986)